# Edwardów (powiat rycki)
Edwardów – wieś w Polsce położona w województwie lubelskim, w powiecie ryckim, w gminie Ryki.
W latach 1975–1998 miejscowość należała administracyjnie do województwa lubelskiego.
Wieś jest sołectwem w gminie Ryki. Według Narodowego Spisu Powszechnego z roku 2011 wieś liczyła 110 mieszkańców.
Wierni Kościoła rzymskokatolickiego należą do parafii św. Sebastiana w Brzezinach lub do parafii Najświętszego Zbawiciela w Rykach.